# Heinz Neuber
Heinz August Paul Neuber (Stettin, 22 de noviembre de 1906; Bad Wörishofen, 18 de noviembre de 1989) fue un ingeniero mecánico alemán especialista en el área de la  mecánica aplicada.

## Biografía
Después del Abitur  estudió ingeniería mecánica en la Universidad Técnica de Berlín y en la de Múnich. Obtuvo su doctorado iendo asistente de Ludwig Föppl en la UT de Múnich en 1932 con el trabajo Beiträge für den achssymmetrischen Spannungszustand («Aportes acerca del estado de tensión de simetría axial»). En 1935 su carrera académica continuó con la habilitación. En ese mismo año publicó el libro Resistencia de materiales por medio de fotoelasticidad en coautoría con Ludwig Föppl y en 1937 apareció su importante obra Kerbspannungslehre – Grundlagen für genaue Spannungsberechnung («Concentración de tensiones - Fundamentos para el cálculo exacto de tensiones»), de la que se reeditó una versión ampliada en 1958. Esta última obra se cuenta entre los libros clásicos de la mecánica aplicada; en 2001 apareció la 4ª edición. A partir de 1936 trabajó como jefe de experimentación en la industria aeronáutica. En 1937 asumió el cargo de director de sección en la Instituto Alemán de Investigación Aeronáutica en Brunswick.
Tras el fin de la Segunda Guerra Mundial, trabajó desde 1945 hasta 1946 como investigador científico de la Royal Air Force en Braunschweig y dictó clases de mecánica general como Privatdozent en la Universidad Técnica de Brunswick.
En octubre de 1946 asumió el cargo de profesor titular de mecánica técnica y resistencia de materiales en la Universidad Técnica de Dresde y dirigió allí el Instituto de Mecánica Técnica. En 1955 fue amado a la UT Múnich para suceder a  Ludwig Föppl como catedrático de Mecánica Técnica. En Múnich fue además director de la oficina estatal de control de materiales para la construcción mecánica.
En 1955 Neuber fue elegido miembro ordinario de la Academia de Ciencias de la RDA en Berlín. Desde 1969 fue miembro exterior de esa academia, como asimismo miembro ordinario de la Academia de Ciencias de Baviera.